# Gépzongora

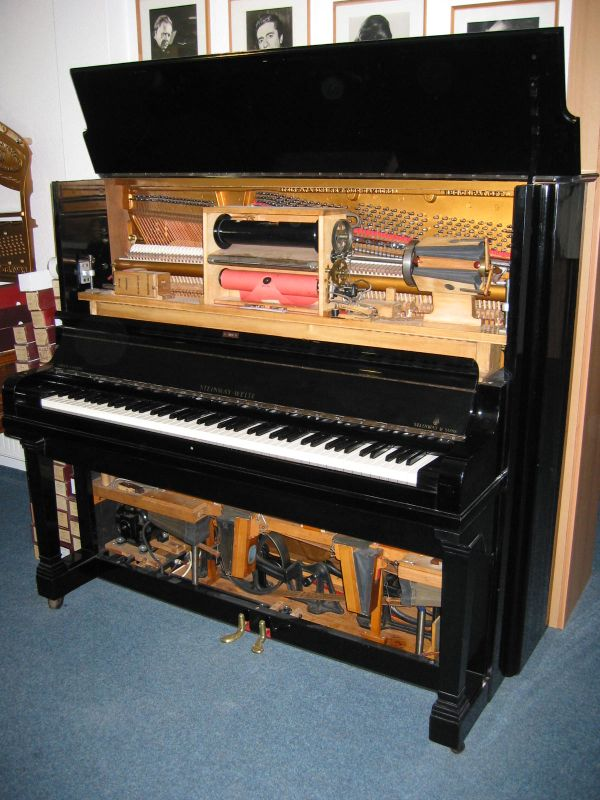
Steinway gépzongora, 1919-ből

A gépzongora (player piano, vagy pianola, nickelodeon, autopiano) az egyik első hangrögzítő eszköz volt a technikatörténetben. A gépzongorás hangfelvételeknél pneumatikus úton, lyukkártya-lyukszalag technológiájához hasonlóan, egy papírtekercsre rögzítették a zongorahang magasságát, időtartamát és erősségét. Lejátszáskor egy fújtató szabályozza a mechanikát. A gépzongora vákuummal működik, a fújtatók tulajdonképpen szélládák, ahol a vákuum keletkezik. Pedállal vagy motorral állították elő a szükséges energiát. A papírtekercs eltakarja az olvasón lévő lyukakat. Amikor egy papíron lévő lyuk elhalad az olvasó nyílása előtt, nyitja az utat a levegő előtt, amely egy szelep nyitásával vákuumot enged a valamennyi kalapácshoz külön-külön tartozó kis szélládá(k)hoz. A művészi expressziót a duo-art tekercsek rögzítik. A mai napig gyárt a QRS cég zongoratekercseket.
A gépzongora különböző, eltérő megoldásokkal alkalmas volt hangrögzítésre. Például Liszt Ferenc barátaival és tanítványaival is készítettek már gépzongorás felvételeket. Hasonló módon, a papírtekercsek megfejtése révén sikerült a közelmúltban Bartók Béla zongoraműveit a szerző előadásában is megismerni. A korai ragtime piano roll felvételeiből viszont sok létezik; egyes zongoristák játékát egyedül ez az eszköz őrizte meg, pl.
| a Poppy song 1903-as felvétele: |
|                                 |

## Érdekességek
- Nyikita Mihalkov, Oscar-díjas szovjet (orosz) filmrendező egyik filmjében, az Etűdök gépzongorára című Csehov-adaptációjában „főszereplő” a gépzongora.
- Conlon Nancarrow amerikai zeneszerző igen nehezen előadható (vagy ember által előadhatatlan) zongoraműveinek egy részét kézzel közvetlenül gépzongora-papírszalagra lyukasztotta.